# Bolivia ai Giochi della XI Olimpiade
La Bolivia ha partecipato ai Giochi della XI Olimpiade di Berlino, svoltisi dal 1º al 16 agosto 1936 con una delegazione con un solo atleta, il nuotatore Alberto Conrad. Questa è stata la prima partecipazione del Paese sudamericano ai Giochi.

## Nuoto
| Gara                        | Atleta         | Batterie | Batterie | Semifinali | Semifinali | Finale | Finale |
| Gara                        | Atleta         | Tempo    | Pos.     | Tempo      | Pos.       | Tempo  | Pos.   |
| --------------------------- | -------------- | -------- | -------- | ---------- | ---------- | ------ | ------ |
| 100 m stile libero maschili | Alberto Conrad | 1:17.5   | 45       |            |            |        |        |